# Радецкий, Йозеф
Йога́нн Йо́зеф Ве́нцель Анто́н Франц Карл граф Раде́цки фон Ра́дец (нем. Johann Joseph Wenzel Anton Franz Karl Graf Radetzky von Radetz, чеш. Jan Josef Václav Antonín František Karel hrabě Radecký z Radče; 2 ноября 1766[…], Třebnice, Седльчани, Королевство Богемия — 5 января 1858[…], Милан) — австрийский полководец и государственный деятель, из чешской дворянской семьи. Вице-король Ломбардо-Венецианского королевства.

## Биография
Родился в замке Тршебнице (ныне в черте города Седльчани). Рано стал сиротой и воспитывался дедом (отставным военным). Обучался в Терезиануме. В 1784 году стал кадетом 2-го кирасирского полка Имперской армии. Под началом фельдмаршалов Ласси и Лаудона участвовал в австро-турецкой войне 1787—1791 годов.

### Революционные и Наполеоновские войны
В 1792—1795 годах принимал участие в боях с французами в Нидерландах и на Рейне. В 1794 году в битве при Флерюсе провёл кавалерийский отряд через французские боевые порядки, чтобы выяснить судьбу города Шарлеруа, осаждённого и взятого французами.
С 1796 года служит в Италии. В чине ротмистра стал адъютантом фельдцейхмейстера Больё. При Валеджо с отрядом гусар он спас Больё от французов. В чине майора участвовал в обороне Мантуи. В 1799 году в чине подполковника, под началом фельдмаршала Суворова, участвовал в сражениях при Треббии и Нови. Получил чин полковника. В 1800 году в сражении при Маренго, будучи офицером штаба генерала от кавалерии Меласа, получил 5 пулевых ранений. В том же году участвовал в битве при Гогенлиндене. В 1801 году удостоился ордена Марии Терезии 3-й степени. Уже во время службы в Италии продемонстрировал способности стратега. Был противником нерешительной «кордонной системы».
В кампанию 1805 года в чине генерал-майора снова служил в Италии под командованием эрцгерцога Карла.
В 1809 году командовал бригадой 5-го корпуса в битве при Экмюле. После сражения под Асперном и Эсслингом произведён в фельдмаршал-лейтенанты. В Ваграмской битве командовал дивизией 4-го корпуса. В 1810 году удостоился ордена Марии Терезии 2-й степени и назначен шефом 5-го гусарского полка (Гусары Радецкого).
С 1809 по 1812 годы Радецкий в должности начальника Генерального штаба пытался реорганизовать австрийскую армию и её тактику, но, столкнувшись с сопротивлением своим реформам со стороны казначейства, ушёл в отставку. Назначенный в 1813 году членом Гофкригсрата — придворного военного совета, снова деятельно работал над реорганизацией армии, уделяя особое внимание отправке молодых офицеров за границу для завершения военного образования.
В кампанию 1813—1814 годов был начальником штаба фельдмаршала Шварценберга. Оказал значительное влияние на принятие решений в Лейпцигской кампании и в битвах при Лейпциге, Бриенне и Арсис-сюр-Обе. 12 апреля 1814 года, в составе свиты союзных монархов, участвовал в триумфальном въезде в Париж. На Венском конгрессе служил посредником между министром иностранных дел Меттернихом и русским императором Александром I.

### Мирные годы
После войны Радецкий снова был назначен начальником Генерального штаба и возобновил попытки реформ, но лишь заработал себе новых врагов. В немалой степени этому способствовало то, что он всегда критиковал всех, невзирая на должности. В 1818—1828 годах служил под началом эрцгерцога Фердинанда Карла Йозефа Эсте. В 1829 году было предложено отправить Радецкого в отставку. Но император произвёл его в генералы от кавалерии и назначил комендантом Ольмюца.
В это время в Европе сложившийся после Наполеоновских войн порядок был потрясён революциями. Радецкий снова оказался востребован. В 1831 году был направлен служить в Италию. В том же году, под командованием генерала от кавалерии Фримона, участвовал в интервенции в Папскую область для подавления революционных выступлений. В конце года сменил Фримона на посту главнокомандующего австрийскими войсками в Италии. Приобрёл широкую известность, с одной стороны, как образцовый организатор армии и стратег, с другой, как жестокий и холодный реакционер. В 1836 году произведён в фельдмаршалы. Несмотря на возраст, проявлял энергию в подготовке и обучении своей армии, но австрийское правительство продолжало игнорировать его предложения, предупреждения и финансовые требования.

### Итальянская кампания
Вспыхнувшая в 1848 году революция в Италии застала Радецкого в невыгодном положении, по сравнению с восставшими и сардинской армией короля Карла Альберта. Он пытался силой подавить восстание, но после 5-дневного боя на улицах Милана должен был в ночь на 23 марта с 15-тысячной армией отступить в Верону. Там он укрепился, дождался подкреплений и, воспользовавшись бездеятельностью врага, в начале мая перешёл в наступление. Разбив 6 мая сардинцев при Санта-Лючии, затем он смелым и искусным фланговым движением форсировал реку Минчо в Мантуе и 29 мая одержал новую победу при Куртатоне, но не достиг своей цели — освобождения осаждённой сардинцами Пескьеры, которая капитулировала 30 мая.
25 июля Радецкий разбил сардинцев при Кустоцце и 6 августа занял Милан, за что впоследствии получил орден Святого Георгия I класса, а 9 августа навязал сардинскому королю перемирие. 10 марта 1849 года боевые действия возобновились, а 23 марта Радецкий нанёс сардинцам новое поражение при Новаре, решившее исход войны. После падения в конце августа Венеции, Радецкий в должности вице-короля Ломбардо-Венецианского королевства водворил при помощи жестких мер спокойствие в Италии.
25 марта (6 апреля) 1849 году российский император Николай I присвоил Радецкому почётный чин генерал-фельдмаршала Российской Императорской Армии и назначил шефом Белорусского гусарского полка, коему повелено именоваться Гусарским Генерал-Фельдмаршала Графа Радецкого полком.
После выхода в отставку проживал в Лайбахе (ныне Любляна, Словения), в предоставленном ему Францем Иосифом I дворце.

## Награды
- Орден Золотого руна (03.04.1849)
- Военный орден Марии Терезии, большой крест (1848)
- Военный орден Марии Терезии, командорский крест (1810)
- Военный орден Марии Терезии, рыцарский крест (1801)
- Королевский венгерский орден Святого Стефана, большой крест
- Австрийский орден Леопольда, большой крест
- Орден Железной короны 1-го класса
- Армейский крест 1813/14[нем.]
- Крест «За военные заслуги»
- Орден Святого Губерта (Королевство Бавария)
- Военный орден Максимилиана Иосифа, большой крест (Королевство Бавария, 1815)
- Орден Церингенского льва, большой крест (Великое герцогство Баден)
- Орден Вюртембергской короны, большой крест (Королевство Вюртемберг)
- Орден «За военные заслуги», большой крест (Королевство Вюртемберг)
- Орден Святого Георгия (Королевство Ганновер)
- Королевский Гвельфский орден, большой крест (Королевство Ганновер)
- Орден Людвига, большой крест (Великое герцогство Гессен)
- Орден Золотого льва, большой крест (Гессен-Кассель)
- Орден Спасителя, большой крест (Греция)
- Орден Слона (Дания)
- Орден Святого Фердинанда и Заслуг, большой крест (Королевство Обеих Сицилий)
- Военный орден Святого Георгия[итал.] (Герцогство Лукка)
- Орден орла Эсте[итал.] (Герцогство Модена)
- Орден Пия IX, большой крест (Папская область)
- Орден Святого Григория Великого, большой крест (Папская область)
- Константиновский орден Святого Георгия (Пармское герцогство)
- Орден Заслуг в честь Святого Людовика[итал.] (Пармское герцогство)
- Орден Чёрного орла (Пруссия)
- Орден Красного орла 1-го класса (Пруссия)
- Орден Святого Андрея Первозванного (18(30).03.1839, Россия)
- Алмазные знаки к ордену Святого Андрея Первозванного (1846, Россия)
- Орден Святого Георгия 1-го класса (27.08(08.09).1848, Россия)
- Орден Святого Георгия 3-го класса (08(20).10.1813, Россия)
- Орден Святого Владимира 1-й степени (Россия)
- Орден Святого Александра Невского (21.01(02.02).1814, Россия)
- Орден Белого орла (Россия)
- Орден Святой Анны 1-й степени (20.08 (01.09).1813, Россия)
- Орден Рутовой короны (Королевство Саксония)
- Высший орден Святого Благовещения (Сардинское королевство)
- Орден Святых Маврикия и Лазаря, большой крест (Сардинское королевство)
- Орден Святого Иосифа, большой крест (Великое герцогство Тосканское)
- Орден Заслуг гражданских и военных, командорский крест (Великое герцогство Тосканское)
- Орден Святого Людовика, большой крест (Франция)

## Память
- В 1848 году Иоганн Штраус-отец написал в честь Йозефа Радецкого «Марш Радецкого» (соч. 228). Позднее эта музыка стала полковым маршем 5-го гусарского полка Радецкого. Этот полк существует и сегодня (как танковый), с тем же полковым маршем.
- В 1851 году в честь полководца был назван пассажирский пароход «Радецкий».
- В 1858 году фельдмаршалу Радецкому был воздвигнут памятник в Праге (демонтирован в 1918 году властями независимой Чехословакии, как символ иностранного владычества), в 1892 году — в Вене.
- В 1907 году новейшему эскадренному броненосцу австро-венгерского флота было дано имя «Радецкий», позднее также ставшее названием этого проекта броненосцев.
- Он упоминается в некоторых мобильных и компьютерных играх на историческую тематику, например в cерии игр European war.